# Little Hormead
Little Hormead – wieś w Anglii, w hrabstwie Hertfordshire. Leży 18 km na północny wschód od miasta Hertford i 49 km na północ od centrum Londynu.